# Luke Scott (đạo diễn)
Luke Scott (sinh ngày 1 tháng 5 năm 1968) là một đạo diễn phim điện ảnh, video quảng cáo và phim truyền hình người Anh. Ông cũng đóng vai trò phó đạo diễn trong một số phim điện ảnh. Phim điện ảnh đạo diễn đầu tay của ông ra mắt năm 2016 với tựa đề Morgan.

## Sự nghiệp
Năm 2014, Luke đảm nhiệm vai trò phó đạo diễn cho bộ phim sử thi kinh thánh Exodus: Cuộc chiến chống Pha-ra-ông do cha ông là Ridley Scott đạo diễn. Phim do hãng 20th Century Fox phát hành vào ngày 12 tháng 12 năm 2014, thu về 268 triệu USD với kinh phí 140 triệu USD. Scott cũng làm việc với tư cách phó đạo diễn trong dự án Người về từ Sao Hỏa (2015), cũng do cha ông làm đạo diễn.
Phim điện ảnh đạo diễn đầu tay của Scott là tác phẩm kinh dị khoa học viễn tưởng Morgan. Cha của ông là Ridley đóng vai trò nhà sản xuất của bộ phim. Morgan có sự tham gia của Kate Mara, được hãng 20th Century Fox công chiếu vào tháng 9 năm 2016. Tháng 2 năm 2017, 20th Century Fox đã phát hành bộ phim ngắn chiếu mở đầu cho bộ phim Quái vật không gian mang tên Last Supper do Scott đạo diễn với sự hợp tác của công ty tư vấn thiết kế 3AM.

## Đời tư
Luke là con trai của đạo diễn-nhà sản xuất Ridley Scott và Felicity Heywood, đồng thời là em trai của Jake Scott và anh trai cùng cha khác mẹ của Jordan Scott, cả hai đều là đạo diễn.

## Danh sách phim

### Phim điện ảnh
| Năm  | Tựa đề               | Ghi chú                                 |
| ---- | -------------------- | --------------------------------------- |
| 2012 | Loom                 | Phim ngắn                               |
| 2016 | Morgan               | Phim đạo diễn đầu tay                   |
| 2017 | 2036: Nexus Dawn     | Phim ngắn đi kèm Tội phạm nhân bản 2049 |
| 2017 | 2048: Nowhere to Run | Phim ngắn đi kèm Tội phạm nhân bản 2049 |

### Phim truyền hình
| Năm  | Tựa đề           | Ghi chú          |
| ---- | ---------------- | ---------------- |
| 1999 | The Hunger       | Tập: "Skin Deep" |
| 2020 | Raised by Wolves | 3 tập            |

### Vai trò khác
| Năm  | Tựa đề                              | Vai trò             |
| ---- | ----------------------------------- | ------------------- |
| 1992 | 1492: Conquest of Paradise          | Giám đốc nghệ thuật |
| 2014 | Exodus: Cuộc chiến chống Pha-ra-ông | Phó đạo diễn        |
| 2015 | Người về từ Sao Hỏa                 | Phó đạo diễn        |